# Ото Грос
Ото Грос (на немски: Otto Gross) е австрийски психоаналитик и психиатър.

## Биография
Роден е на 17 март 1877 година във Фелдбах, Австрия. Той е ранен ученик на Зигмунд Фройд и по-късно става анархист и се присъединява към утопичната комуна Аскона.
Неговият баща Ханс Грос е съдия, един от пионерите на криминологията. Ото отначало си сътрудничи с него, но впоследствие се обръща против неговите детерминистични идеи за характера.
Защитник на ранна форма на антипсихиатрията и сексуалното освобождение, той също развива анархистка форма на дълбинната психология (която отхвърля цивилизационната нужда от изтласкване предположена от Фройд). Впоследствие е отлъчен и не е включен в историята на психоанализата и психиатрията.
Умира в бедност на 13 февруари 1920 година в Берлин на 42-годишна възраст.